# Biscayne nationalpark
Biscayne nationalpark ligger i delstaten Florida i USA.
Nationalparken syftar till att skydda ett antal öar såväl som havet runt omkring med sina korallrev. Området är populärt bland snorklare och fiskare.